# اردک ساکت بائر
اردک ساکت بائر (نام علمی: Aythya baeri) نام یک گونه از سرده دریانشین است. این گونه ساکن شمال و مرکز چین است اما در گذشته در جنوب شرقی روسیه و شمال شرقی چین زندگی می‌کرد و برای زمستان‌گذرانی به جنوب چین، ویتنام، ژاپن و هند مهاجرت می‌کرد.
این پرنده سر و گردن مشکی متمایز به سبز براق دارد که در نور ضعیف، تقریباً کاملاً سیاه به نظر می‌رسد. این اردک بسیار شبیه به اردک بلوطی است و در گذشته با این گونه، یک گونه یکسان در نظر گرفته می‌شد. اردک ساکت بائر با کناره‌های سفیدش هنگام شناور شدن روی آب و اندازه بزرگتر، سر و گردن بلندتر و گردتر از سایر گونه‌ها، با آنها متمایز می‌شود.
اردک بائر زمانی یک گونه رایج در محدوده خود بود، اما اکنون بسیار کمیاب شده است. تعداد افراد بالغ در این پرنده ممکن است کمتر از ۱۰۰۰ باشد و جمعیت آن همچنان در حال کاهش است. شکار و از بین رفتن زیستگاه از دلایل اصلی این موضوع در نظر گرفته شده است. این گونه توسط اتحادیه بین‌المللی حفاظت از طبیعت (IUCN) به عنوان جانوری در معرض انقراض طبقه‌بندی شده است و به عنوان یک جانور حفاظت‌شده درجه یک در چین ثبت شده است.

## رفتار و بوم‌شناسی

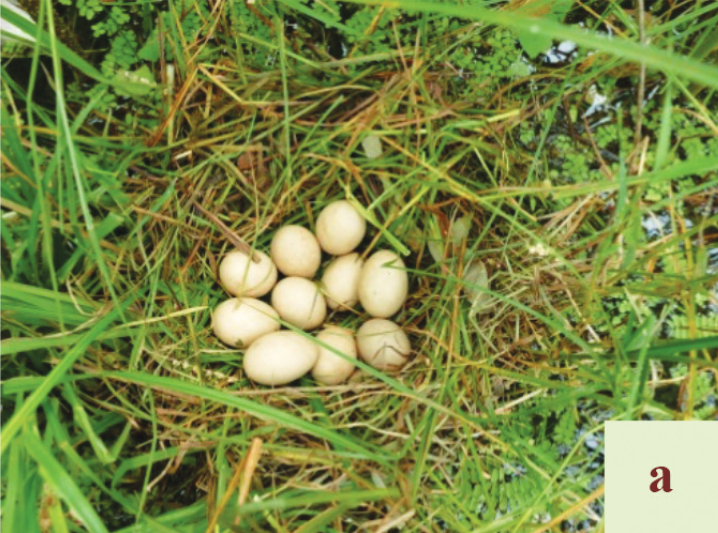
تخم بائر پوچارد

اردک ساکت بائر گونه‌ای خجالتی است که در دریاچه‌ها، باتلاق‌ها و برکه‌های باز و کم‌جریان زندگی می‌کند. در اطراف دریاچه‌هایی با پوشش گیاهان آبزی تولیدمثل می‌کند و در چمن‌های متراکم یا علفزارها چسبیده به آب لانه‌سازی می‌کند. این گونه بال‌های قوی دارد و می‌تواند با سرعت بالا حرکت کند به طوری که در صورت تهدید یا مزاحمت می‌تواند به سرعت از روی آب بلند شود و پرواز کند. همچنین اردک بائر در غواصی و شنا هم خوب است. در فصل مهاجرت، آنها گروه‌های کوچکی متشکل از بیش از ده‌ها پرنده را تشکیل می‌دهند که در ارتفاعات پایین پرواز می‌کنند. در طول زمستان، اردک ساکت بائر در طول روز می‌خوابد و در غروب به همراه اردک‌های دیگر به مکان‌های جدید برای یافتن غذا می‌رود و پیش از طلوع خورشید دوباره به همان مکان بازمی‌گردد. اطلاعات کمی در مورد رژیم غذایی آنها وجود دارد اما این گونه غالبا از گیاهان آبزی، دانه علف‌ها یا نرم‌تنان تغذیه می‌کنند.